# Ossido di cadmio
L'ossido di cadmio è l'ossido del cadmio.
A temperatura ambiente si presenta come un solido bruno-rossastro inodore. È un composto cancerogeno, tossico.